# Liceo scientifico statale Annibale Calini
Il liceo scientifico statale "Annibale Calini" è una scuola superiore di Brescia, intitolata al patriota Annibale Calini. È uno dei primi licei scientifici italiani istituiti con regio decreto.
Il liceo è stato luogo di formazione di studenti a livello di fama nazionale, tra questi Alberto Dalla Volta, fedele amico di Primo Levi.

## Storia
È il liceo scientifico più antico di Brescia, nato nel 1923 e intitolato al patriota Annibale Calini. Nel 1940 viene stabilito in via Monte Suello, sede attuale.
Alberto Dalla Volta, amico di Primo Levi in campo di concentramento, frequentò il liceo Calini diplomandosi nel 1941. Nel 2008 è stata intitolata a lui l'Aula Magna scolastica.
Negli anni cinquanta, grazie al sempre crescente numero di iscritti, vengono create sette sezioni staccate nella provincia di Brescia, che diventeranno successivamente autonome. In tempi più recenti l'istituto viene diviso, portando alla creazione di due nuovi licei nella città di Brescia: il liceo scientifico statale Nicolò Copernico e il liceo scientifico statale Leonardo.